# 야오 공항
야오 공항(일본어: 八尾空港, ICAO: RJOY)은 일본 오사카부 야오시에 있는 공항으로 일본 국토교통성이 관리하고 있으며 한 때 일본항공이 정기 노선을 운항한 적이 있었지만 현재는 헬리콥터와 소형 비행기 전용 공항으로 사용되고 있다.

## 연혁
- 1933년 : 공항 개장. 잔디장에 활주로가 설치되어 한신 비행학교가 설립, 민간 항공기 조종사 양성 훈련 시작.
- 1939년 : 군 전용 비행장이 다이쇼 비행장으로 개명.
- 1952년 : 한신 비행장으로 개명 후 민간에게 개방.
- 1954년 : 미국 부대가 철수하면서 일본 정부에 반환됨.
- 1956년 : 현재의 공항 명칭으로 개명 후 정기 노선 첫 취항.
- 1961년 : 공항 정비법에 의한 제2종 공항으로 지정.
- 1969년 : 해상 보안청 다섯째 관구 해상 보안 본부 야오 항공 기지 설치.
- 1970년 : 오사카시 소방국 항공대 기지 설치.
- 1987년 : A 활주로 개량 공사.
- 1994년 : B 활주로 개량 공사.
- 2007년 : 한큐 홀딩스 한신전기 철도의 경영 통합에 따른 사업의 일환으로 한신 타이거스 헬리콥터 공개 행사를 시행함.

## 참고
야오 공항은 제너럴 에비인증의 거점으로 유명하며 일본에서 보기 드문 교차 활주로를 보유하고 있지만 주변에 항공법의 높이 제한에 따르면 불법 구조물이나 주변에 나무가 존재하고 있어서 안전 문제가 제기되고 있다. 
이 공항의 이용 목적은 소형 비행기가 사용하여 광고, 사진, 약제살포, 조종훈련 등의 산업 항공, 재해, 재난, 해양, 오염, 순찰, 보도, 구급 헬리콥터 기지 기업 소유의 비즈니스 비행기의 운항정비 기지 외에 자가용 비행기에 이용한다.

## 이용 관공서
- 육상 자위대 중부 방면 항공대 야오 주둔지
- 오사카부 경찰 항공대
- 오사카시 소방국 항공대

## 이용 현황
- 연간 이용자 수 : 약 13,000명 (2002년)
- 연간 이착륙 회수 : 약 38,000회 (2006년)
- 용도 자위대, 경찰 소방 관청 및 모기지 민간
- 총 180대의 군용기 헬리콥터가 상주하고 있으며 소형 비즈니스 비행기도 도래한다.

## 사진

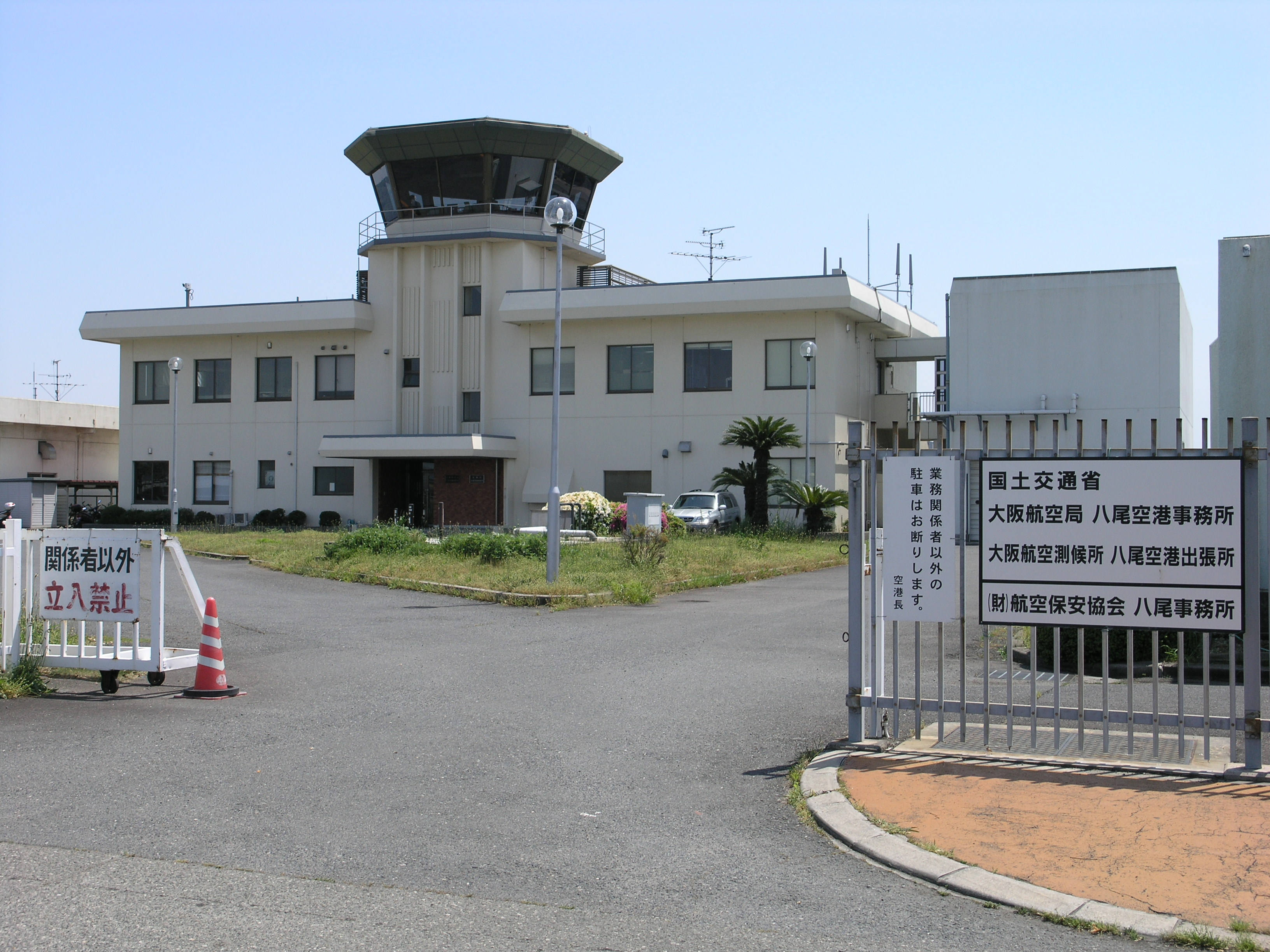
야오 공항의 입구
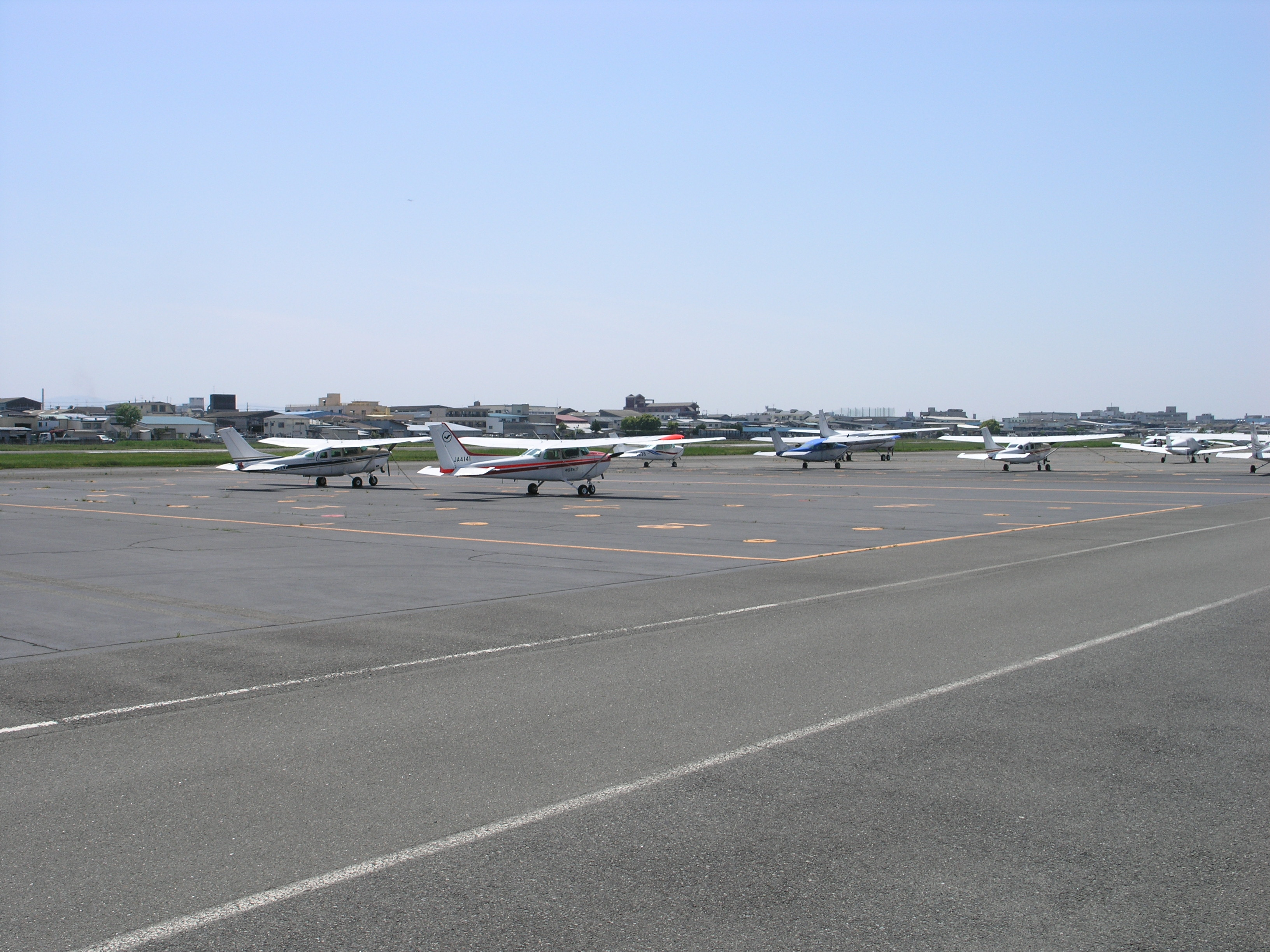
야오 공항의 전경
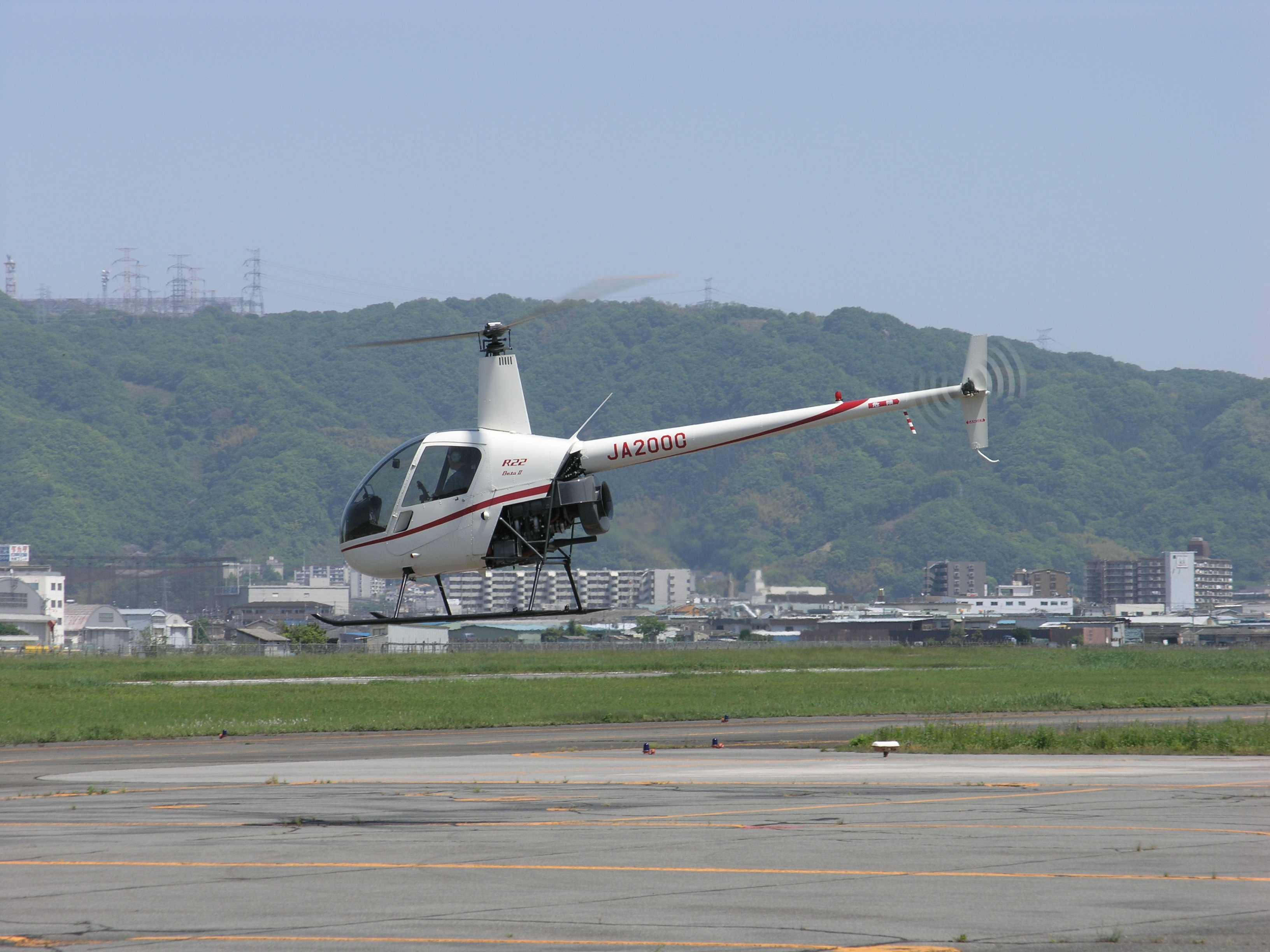
야오 공항의 자가용 헬리콥터 착륙 모습
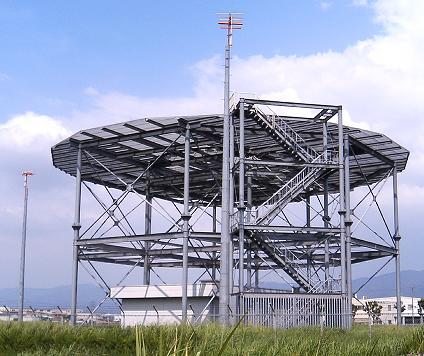
야오 공항의 VOR과 DME
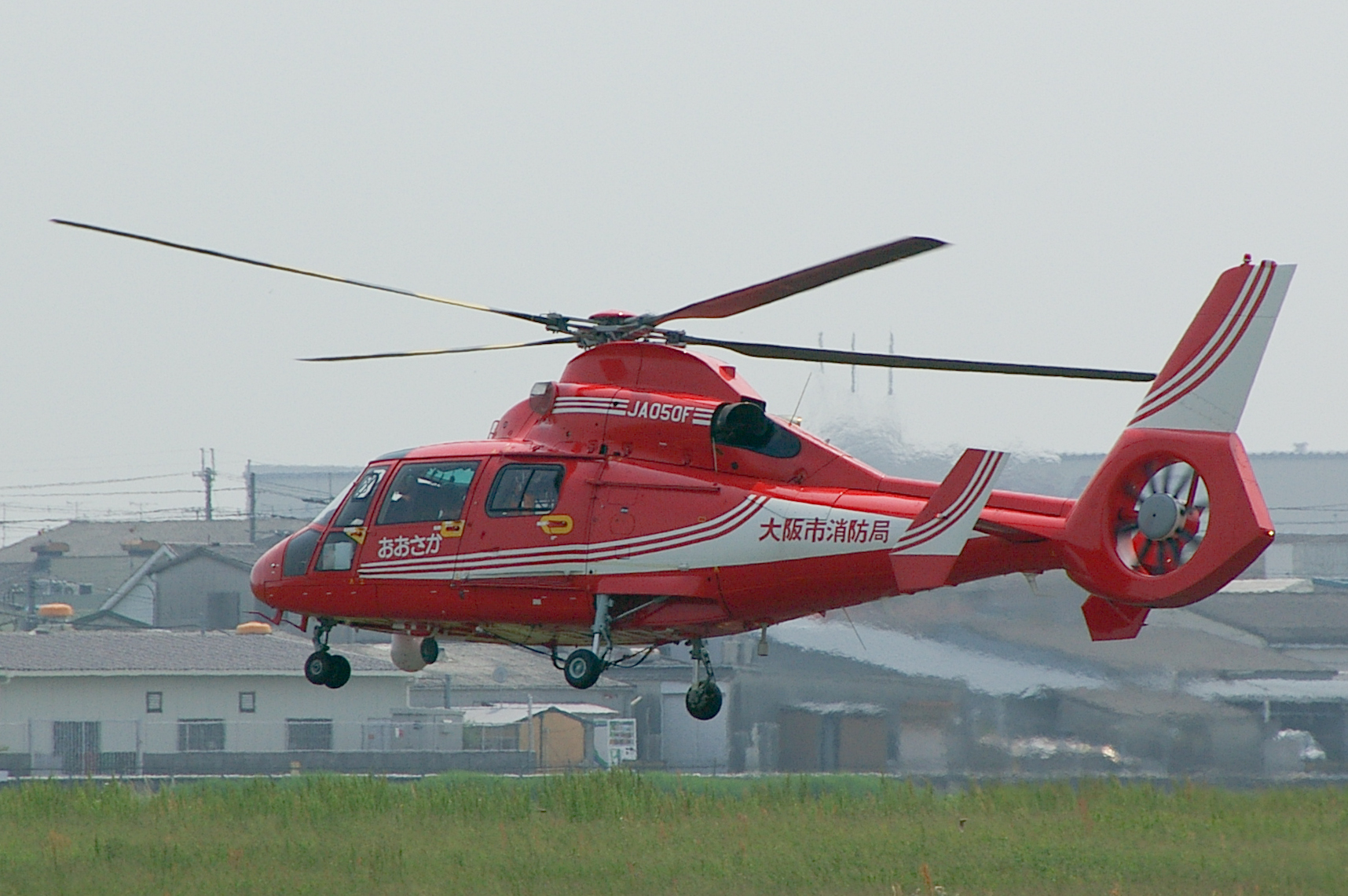
오사카시 소방국 항공대의 헬리콥터 착륙 모습